# Campidano di Oristano
Campidano di Oristano (en sard, Campidanu de Aristanis) és una regió històrica de Sardenya centre-occidental dins la província d'Oristany, que limita amb les subregions sardes de Montiferru, Marghine, Marmilla Monreale i Barigadu. Comprèn els municipis d'Arborea, Baratili San Pietro, Bauladu, Cabras, Marrubiu, Milis, Narbolia, Nurachi, Ollastra, Oristany, Palmas Arborea, Riola Sardo, Santa Giusta, San Nicolò d'Arcidano, San Vero Milis, Siamaggiore, Siamanna, Siapiccia, Simaxis, Solarussa, Terralba, Tramatza, Uras, Villaurbana, Zeddiani, Zerfaliu.
Antigament formava part del Jutjat d'Arborea i comprenia les curatories de:
- Campidano di Milis;
- Campidano Maggiore (o di Cabras);
- Campidano di Simaxis;
- Usellus;
- Montis;
- Bonorzuli.